# Карповка (Пензенская область)
Ка́рповка — село Сокольского сельсовета Сердобского района Пензенской области.

## География
Село расположено на юго-западе Сердобского района, по левому берегу реки Сердобы. Расстояние до районного центра город Сердобск — 13 км, до административного центра сельсовета села Соколка — 12,5 км.

## История
По исследованиям историка — краеведа Полубоярова М. С., село основано между 1721 и 1745 годами. В это время земли на месте села принадлежали помещикам Карповым. Земельный надел у Капрповых был выкуплен князем Куракиным, отсюда и название села. В 1747 году — деревня Карповка Завального стана Пензенского уезда князя Александра Борисовича Куракина, 58 ревизских душ. На плане Генерального межевания в 1790 году обозначена как деревня Никитовка Сердобского уезда Саратовской губернии. В 1795 году — деревня Никитовка, владение его сиятельства действительного камергера и разных орденов кавалера князя Александра Борисовича Куракина, 69 дворов, 346 ревизских душ. До отмены крепостного права деревня принадлежала князю Куракину. В 1859 году обозначена как две владельческие деревни: Никитовка (Карповка), при речке Сердобе, 102 двора, число жителей всего — 563, из них мужского пола — 286, женского — 277; в деревне 2 мельницы; Борисовка (Карповка), при речке Сердобе, 98 дворов, число жителей всего — 474, из них мужского пола — 231, женского — 243. В 1899 году построена однопрестольная деревянная церковь во имя Покрова Божьей Матери, тёплая; количество домов в приходе — 278, всего прихожан — 1772, из них 912 — мужского пола, 860 — женского, имелась церковная школа. В июле 1902 году и.д. псаломщика назначен Михаил Алайцев, окончивший курс Саратовской миссионерской школы. В 1911 году — село Карповка (Никитовка) Куракинской волости Сердобского уезда Саратовской губернии, в селе церковь, церковно-приходская школа; 279 дворов, численность населения: всего душ — 1762, из них — 875 мужского пола и 887 – женского; площадь посева у крестьян — 1238 десятин, из них на надельной земле — 911 десятин, на арендованной 327 десятин; имелось 40 железных плугов, 1 молотилка, 32 веялки. В 1913 году построен храм Покрова Пресвятой Богородицы, каменный, однопрестольный. До 12 ноября 1923 года — село Карповка Куракинской волости, затем вошло в Сердобскую волость. В 1927 году — село Карповка (Никитовка) Сердобской волости Сердобского уезда Саратовской губернии, с 1928 года — центр Карповского сельсовета Сердобского района Балашовского округа Нижне-Волжского края (с 30 июля 1930 года Балашовский округ упразднён, район вошёл в Нижне-Волжский край). С 1934 года — село Карповка Сердобского района Саратовского края, а с 1936 года — Саратовской области. В феврале 1939 года село Карповка, центр Карповского сельсовета Сердобского района, вошло в состав вновь образованной Пензенской области. В 1955 году в селе располагался колхоз имени Сталина. В 1980-х годах в селе находилась центральная усадьба совхоза «Хотяновский». До 2010 года село являлось административным центром Карповского сельсовета, 22 декабря 2010 года сельсовет упразднён, территория передана в Сокольский сельсовет.

## Население
| 1747  | 1795  | 1859  | 1877  | 1886  | 1897  | 1911  |
| ----- | ----- | ----- | ----- | ----- | ----- | ----- |
| 116   | ↗692  | ↗1037 | ↗1104 | ↗1206 | ↗1336 | ↗1774 |
| 1926  | 1928  | 1939  | 1959  | 1979  | 1989  | 1996  |
| ↗2142 | ↗2246 | ↘910  | ↘786  | ↘767  | ↗773  | ↘754  |
| 2002  | 2010  |       |       |       |       |       |
| ↘703  | ↘603  |       |       |       |       |       |

## Инфраструктура
Село Карповка газифицировано, имеется центральное водоснабжение. В селе располагаются основная общеобразовательная школа, дом культуры, библиотека, фельдшерско-акушерский пункт, аптека, магазин, стадион, почтовое отделение, отделение Сбербанка России. Через село проходит асфальтированная трасса регионального значения «Тамбов—Пенза—Колышлей—Сердобск—Беково».

## Улицы
- Ленинградская;
- Молодёжная;
- Московская;
- Набережная.

## Достопримечательности
- Михайло-Архангельская церковь. 1911 год.